# Debby Applegate

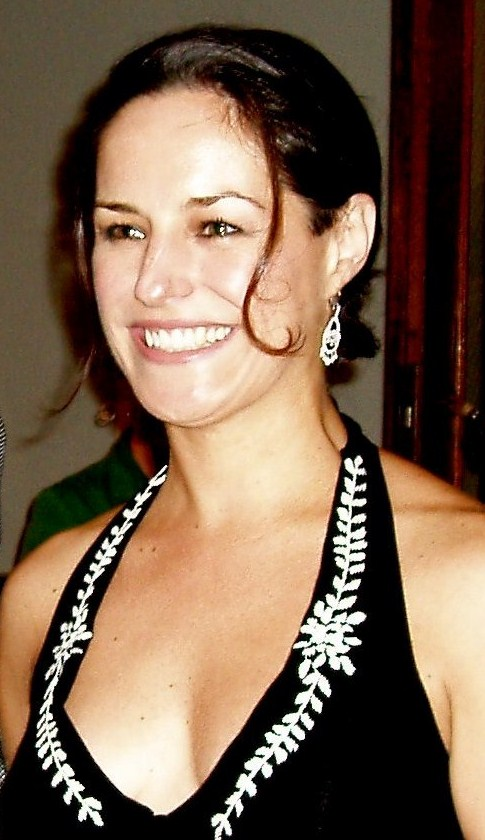
Debby Applegate (2006)

Deborah M. Applegate (* 1. Februar 1968 in Eugene, Oregon) ist eine US-amerikanische Historikerin und Biografin.

## Leben
Debby Applegate wuchs in Clackamas, Oregon auf. Nach ihrem Schulabschluss 1985 an der Clackamas High School studierte sie am Amherst College, wo sie 1989 mit summa cum laude graduierte. Anschließend wurde sie Sterling Fellow an der Yale University, wo sie 1998 in Amerikanistik promovierte. Später unterrichtete sie Amerikanische Geschichte an der Wesleyan University und Biografieschreiben am Marymount Manhattan College. Sie arbeitete für The New Haven Review, das Harriet Beecher Stowe House, das Yale Summer Cabaret und die Friends of the Amherst College Library. Außerdem wurde sie zur ersten Präsidentin der Biographers International Organization gewählt.
Mit The Most Famous Man in America: The Biography of Henry Ward Beecher veröffentlichte Applegate 2007 ihr erstes Buch, eine Biografie über Henry Ward Beecher. Bereits ihre Abschlussarbeit am Amherst College befasste sich mit Beecher. Sie verbrachte parallel zu ihrer Arbeit 20 Jahre, um genügend Material zu sammeln. Nach der Veröffentlichung wurde das Buch breit rezensiert und für mehrere Literaturpreise nominiert und ausgezeichnet. So wurde sie unter anderem für den  Los Angeles Times Book Prize und den National Book Critics Circle Award nominiert. Unter den bedeutendsten Preisen, den sie gewann, war der Pulitzer-Preis für die Beste Biografie oder Autobiografie. Von Zeitschriften wie The New York Times, The Washington Post, The Seattle Times, Chicago Tribune, San Francisco Chronicle und dem American Heritage Magazine wurde es als eines der besten Bücher des Jahres bezeichnet.
Aktuell schreibt Applegate eine Biografie über Polly Adler.
Applegate ist mit dem Sachbuchautoren Bruce Tulgan verheiratet. Beide lernten sich während ihres Studiums am Amherst College kennen.

## Werke
- The Most Famous Man in America. The Biography of Henry Ward Beecher. Doubleday, New York 2007, ISBN 0-385-51396-8.
- Madam: The Biography of Polly Adler, Icon of the Jazz Age. Doubleday, New York 2021, ISBN 978-0-385-53475-8.